# María de las Mercedes de Borbón y Orleans
Pour les articles homonymes, voir María de las Mercedes de Borbón et Bourbon.
Titre
Épouse du prétendant au trône d’Espagne
5 février 1941 – 14 mai 1977
(36 ans, 3 mois et 9 jours)
María de las Mercedes de Borbón y Orleans,, ou en français, María de las Mercedes de Bourbon, princesse espagnole de la maison de Bourbon, devenue par son mariage comtesse de Barcelone, née le 23 décembre 1910 à Madrid, et décédée le 2 janvier 2000 à Teguise, aux îles Canaries, est un ancien membre de la famille royale espagnole, l’épouse du prétendant Juan de Borbón et la mère du roi Juan Carlos Ier.

## Famille
María de las Mercedes de Borbón y Orleans est le sixième enfant de Charles de Bourbon-Siciles (1870-1949), « prince des Deux-Siciles », naturalisé espagnol (sous le nom de Carlos de Borbón y Borbón) et fait infant d’Espagne en 1901, et de sa seconde épouse, Louise d’Orléans (1882-1958), devenue par mariage infante d’Espagne (et connue sous le nom de Luisa de Orleáns),.
Le 12 octobre 1935, María de las Mercedes, princesse de la maison de Bourbon, épouse à Rome, en Italie, l’infant Juan d’Espagne, « prince des Asturies » et plus tard prétendant au trône d’Espagne. En effet, en 1941, bien que troisième fils du roi Alphonse XIII d'Espagne (1886-1941), Juan devient provisoirement le seul candidat « alphonsiste » après les renonciations de son père et de ses deux aînés (mais son frère l'infant Jacques, « duc de Ségovie », annulera sa renonciation et reprendra ses droits au trône d'Espagne à partir de 1949) ; il s’octroie le titre de « comte de Barcelone » dans le cadre de ses prétentions. Du mariage de doña María de las Mercedes et don Juan naissent quatre enfants :
- María del Pilar de Borbón (1936-2020), infante d'Espagne (1987), duchesse de Badajoz, qui épouse en 1967 Luis Gómez-Acebo y Duque de Estrada (1934-1991), vicomte de La Torre (d’où postérité)[5],[6] ;
- Juan Carlos de Borbón (1938), prince d’Espagne devenu le roi Juan Carlos Ier en 1975, qui épouse en 1962 la princesse Sophie de Grèce et de Danemark (1938) (d’où postérité)[7] ;
- Margarita de Borbón (1939), infante d'Espagne (1987), duchesse de Soria et d’Hernani, qui épouse en 1972 Carlos Zurita y Delgado (1943) (d’où postérité)[6] ;
- Alfonso de Borbón (1941-1956), « infant d'Espagne »[6].

## Biographie
À sa naissance, María de las Mercedes reçoit du roi d'Espagne le rang et les privilèges réservés aux infantes mais, contrairement à ses demi-frères et sœurs, elle n'en reçoit pas le titre et reste simple princesse des Deux-Siciles.
La jeune fille suit d'abord des études au collège des Irlandaises de Madrid mais la nomination de son père au poste de commandant militaire de la province de Séville la conduit à partir vivre avec sa famille en Andalousie. De son enfance sévillane, María de las Mercedes conservera toute sa vie un énorme attachement pour l'Espagne du Sud et la corrida. En 1931, les Bourbon-Siciles quittent cependant l'Espagne quand est proclamée la Seconde République espagnole. Ils s'installent alors à Cannes puis à Paris, où Maria de las Mercedes étudie les arts au Louvre.
Le 14 janvier 1935, la princesse assiste à Rome au mariage de l'infante Béatrice d'Espagne, fille d'Alphonse XIII, avec Alessandro Torlonia, prince de Civitella-Cesi. Lors de la cérémonie, elle retrouve le frère de la mariée, Juan d'Espagne, avec qui elle sympathise. Quelques mois après, les deux jeunes gens se marient à leur tour et María de las Mercedes devient alors « princesse des Asturies » et « comtesse de Barcelone ».
Le nouveau couple vit d'abord à Cannes et à Rome puis émigre à Lausanne lorsqu'éclate la Seconde Guerre mondiale. Dans cette ville, les jeunes gens retrouvent la mère du prince, la reine Victoire-Eugénie de Battenberg. Plus tard, ils résident à Estoril, au Portugal. Toujours en contact avec le gouvernement du général Francisco Franco, don Juan et María de las Mercedes sont reconnus par la majorité des Espagnols comme leurs souverains[réf. nécessaire]. Pourtant, le Caudillo est en froid avec le prétendant qui a essayé de le destituer avec l'aide des Américains à la fin de la guerre. En 1948, le dictateur obtient cependant du couple princier qu'il laisse son fils aîné partir poursuivre ses études en Espagne. Il espère ainsi convaincre le jeune homme du bien-fondé du régime qui a été mis en place dans le pays.
En 1956, María de las Mercedes et son époux ont la douleur de perdre leur plus jeune fils, Alfonso, qui meurt alors qu'il joue avec un pistolet en compagnie de son frère aîné. Pour la famille, la douleur est immense, d'autant qu'elle laisse planer un doute sur le rôle de Juan Carlos dans la mort de son frère.
En 1969, le général Franco proclame le prince Juan Carlos, fils du « comte » et de la « comtesse de Barcelone », comme son successeur avec le titre de prince d'Espagne. Entre le jeune homme et son père, les relations deviennent alors de plus en plus difficiles.
En 1975, Juan Carlos devient effectivement roi d'Espagne et son père, qui se considère comme héritier légitime de la couronne, est heurté par ce qu'il considère comme une usurpation. Le « comte » et la « comtesse de Barcelone » rentrent malgré tout en Espagne en 1976 et María de las Mercedes joue dès lors les réconciliatrices entre son époux et son fils aîné. En 1977, le « comte de Barcelone » renonce finalement à ses prétentions.
En 1982, María de las Mercedes se brise la hanche et, en 1985, le fémur gauche. Ces accidents successifs l'obligent désormais à se déplacer en chaise roulante. En 1993, la princesse perd son époux, qui meurt d'un cancer. Après cet événement, ses dernières grandes joies ont lieu lors des mariages de ses petits-enfants, et particulièrement celui de l'infante Elena, qui se déroule à Séville.
Le 2 janvier 2000, la comtesse de Barcelone meurt d'une crise cardiaque dans la résidence royale de La Mareta, à Lanzarote, alors que la famille royale célèbre la nouvelle année. Sa dépouille mortelle est ensuite conduite au monastère de l'Escurial.

## Titres et armes

### Titulature officielle
- 23 décembre 1910 — 14 mai 1977 : Son Altesse Royale María de las Mercedes, princesse de la maison de Bourbon ;
- 14 mai 1977 — 2 janvier 2000 : Son Altesse Royale la comtesse de Barcelone.

### Titulature de courtoisie
- 12 octobre 1935 — 8 mars 1941 : Son Altesse Royale la princesse des Asturies ;
- 8 mars 1941 — 14 mai 1977 : Son Altesse Royale la comtesse de Barcelone.

### Honneurs
- Ruban de dame de l’ordre royal des dames nobles de la reine Marie-Louise (17 mars 1929)[8]
- Dame grand-croix de l’ordre royal et distingué de Charles-III (15 octobre 1988)[9]
- Dame grand-croix de justice de l’ordre sacré et militaire constantinien de Saint-Georges[10]
- 1994 : Hija Predilecta de Andalucía

### Armoiries

Armoiries en tant que « princesse des Asturies » (1935-1941)[Information douteuse].
Armoiries de la « comtesse de Barcelone », en tant qu'épouse du prétendant au trône d’Espagne (1941-1977)[Information douteuse].
Armoiries de la comtesse de Barcelone après la renonciation au trône d’Espagne de son mari, avec le bandeau de l’ordre de la reine Marie-Louise (1977-1988).
Armoiries de la comtesse de Barcelone, après avoir reçu l’ordre de Charles III (1988-1993).
Armoiries, en tant que comtesse douairière de Barcelone (1993-2000).